# Encyrtus adustipennis
Encyrtus adustipennis är en stekelart som beskrevs av Victor Ivanovitsch Motschulsky 1863. Encyrtus adustipennis ingår i släktet Encyrtus och familjen sköldlussteklar.
Artens utbredningsområde är Sri Lanka. Inga underarter finns listade i Catalogue of Life.